# 1521
| 1521               |
| ------------------ |
| Dødsfald - Fødsler |
|                    |

| Gregoriansk kalender | 1521 MDXXI              |
| Ab urbe condita      | 2274                    |
| Armensk kalender     | 970 ԹՎ ՋՀ               |
| Kinesiske kalender   | 4217 – 4218 庚辰 – 辛巳 |
| Etiopisk kalender    | 1513 – 1514             |
| Jødisk kalender      | 5281 – 5282             |
| Hindukalendere       |                         |
| - Vikram Samvat      | 1576 – 1577             |
| - Shaka Samvat       | 1443 – 1444             |
| - Kali Yuga          | 4622 – 4623             |
| Iransk kalender      | 899 – 900               |
| Islamisk kalender    | 927 – 928               |

Konge i Danmark: Christian 2. 1513-1523
Se også 1521 (tal)

## Begivenheder

### Udateret
- Christian 2. inviterer hollændere til at opdyrke Amager
- Christian 2. giver efter nederlandsk forbillede købstæderne eneret på al handel og håndværk.
- I Sverige gør Gustav Vasa oprør mod danskerne

### Marts
- 6. marts Ferdinand Magellan lander på øen Guam
- 16. marts - Ferdinand Magellan når frem til Filippinerne

### April
- 7. april - Ferdinand Magellan ankommer til øen Cebu i Filippinerne
- 16. april - i Tyskland stilles den kirkelige reformator Martin Luther for rigsdagen i Worms, som er indkaldt af den tysk-romerske kejser Karl 5., og her erklæres han fredløs
- 18. april - Martin Luther nægter på møde i Rigsdagen i Worms at tilbagekalde sine anklager mod kirken, hvorefter han forlader byen mod frit lejde
- 27. april - Ferdinand Magellan angriber de indfødte på den filippinske ø Mactan, med ønsket om at gøre dem kristne. Magellan mister livet sammen med en del af sin besætning

### Maj
- 25. maj - Rigsdagen i Worms under den tysk-romerske kejser Karl 5. dømmer Martin Luther fredløs

### August
- I august vælges Gustav Vasa til rigsforstander
- 13. august - den spanske conquistador Hernán Cortés erobrer Tenochtitlan (nuværende Mexico City) fra aztekerne, og ødelægger det meste af byen

### September
- 13. september – Efter 8 ugers belejring erobrer spanske styrker under Hernán Cortés aztekernes by Tenochtitlan og har hermed kontrol over Mexico

### Oktober
- 11. oktober - Pave Leo 10. giver titlen 'Defender of the Faith' til Henrik 8. af England for hans bog, som støtter katolicismen. 12 år senere bryder Henrik med Rom for at gifte sig med Anne Boleyn

## Født
- Prinsesse Christine af Danmark (død 1590).

## Dødsfald
- 27. april -Ferdinand Magellan, søfarer (født ca. 1480)
- 21. juni – Leonardo Loredan, doge i Venedig fra 1501 til sin død (født 1436).
- 27. august – Josquin Des Prez, fransk komponist (født ca. 1450-55).